# 정희택
정희택(鄭喜澤, 1919년 4월 8일 경북 고령 ~ 2000년 2월 10일)은 대한민국의 법조인, 정치인이다.
일제강점기에 일본 주오 대학을 졸업하고 고등문관시험에 합격하였다. 검사를 거쳐 변호사로 일하다 제5공화국 헌법 개정 작업에 참여한 뒤 제11대 국회의원과 감사원장을 역임했다.

## 학력
- 1942년 : 일본 주오 대학 법학부 졸업
- 미국 콜럼비아 대학교 수학 (국제법)

## 약력
- 1942년 : 일본 고등문관시험 사법과 합격
- 1946년 : 사법부 감찰관
- 서울지방검찰청 검사, 부장검사
- 대구, 부산지방검찰청 차장검사
- 대구, 서울고등검찰청 차장검사
- 중앙수사국장.연합정보위원회 의장
- 1961년 : 변호사 개업
- 1972년 ~ 1982년 : 성곡학술문화재단 감사
- 통일주체국민회의 운영위원
- 1980년 : 헌법개정심의위회 위원
- 1980년 : 국가보위입법회의 법제사법위원장
- 1980년 : 민주정의당 창당발기인
- 1981년 : 민주정의당 윤리위원장, 공명선거추진위원장
- 1981년 ~ 1982년 : 제11대 국회의원
- 1981년 : 한뉴질랜드의원친선협회 회장
- 1982년 ~ 1984년 : 감사원장
- 1984년 : 방송위원회 위원장
- 1986년 ~ 1993년 : 언론중재위원회 위원장

## 역대 선거 결과
| 실시년도 | 선거  | 대수 | 직책     | 선거구 | 정당       | 득표수      | 득표율         | 순위       | 당락 | 비고 |
| -------- | ----- | ---- | -------- | ------ | ---------- | ----------- | -------------- | ---------- | ---- | ---- |
| 1981년   | 총선  | 11대 | 국회의원 | 전국구 | 민주정의당 | 5,776,624표 | \| \| 35.6% \| | 전국구 7번 |      | 초선 |
|          | 35.6% |      |          |        |            |             |                |            |      |      |